# Tell Fray
Tell Fray is een tell, of nederzettingsheuvel, op de oostelijke oever van de Eufraat in Ar-Raqqah Gouvernement in Noord-Syrië. De archeologische vindplaats ontleent zijn naam aan een oud irrigatiekanaal, vandaar de naam 'Fray' of 'Kleine Eufraat'. De vindplaats is opgegraven in 1972 en 1973 door een Syrisch-Italiaans team onder leiding van Adnan Bounni van de Syrische oudheidkundige dienst en Paolo Matthiae, de opgraver van Ebla. De opgraving maakte deel uit van een door UNESCO geïnitieerd programma om zoveel mogelijk vindplaatsen op te graven die overstroomd zouden worden door het stuwmeer dat zou ontstaan achter de Tabqadam. Deze dam werd op dat moment gebouwd. Tell Fray verdween in 1974 onder het stijgende water van het Assadmeer. Tijdens de opgraving werden bewoningslagen uit de 14e eeuw v.Chr., ofwel de Late Bronstijd, blootgelegd. Er waren minstens 2 tempels in de nederzetting, waarvan 1 waarschijnlijk gewijd was aan de god Teshub. Er werden ook een aantal woonhuizen opgegraven, waarvan 2 aan hoogwaardigheidsbekleders behoorden. Een daarvan was waarschijnlijk een lokale vertegenwoordiger of gouverneur van de Hettitische koning, terwijl de andere verantwoordelijk was voor het onderhoud aan de kanalen in de regio. De kleitabletten die in Tell Fray gevonden zijn wijzen erop dat de nederzetting binnen de invloedssfeer van Ashtata, het huidige Emar, viel, dat weer tot Karkemish behoorde. De plaats werd door brand verwoest in de 13e eeuw v.Chr, waarschijnlijk door de Middel-Assyrische koning Shalmaneser I of Tukulti-Ninurta I, toen de Assyriërs het gebied veroverden. Op basis van de spijkerschrift teksten die in Tell Fray en elders gevonden zijn denkt men dat de vindplaats vroeger Yakharisha of Shaparu heette. Vondsten uit de opgraving zijn tengesteld in het Nationale Museum van Aleppo.